# シャナナぎんざ 何がなんだか若ラジオ
『シャナナぎんざ 何がなんだか若ラジオ』（シャナナぎんざ なにがなんだかわかラジオ）はニッポン放送のラジオ番組。1974年4月6日から1976年10月2日まで、毎週土曜日 17:00〜18:00に放送した。
東芝の一社提供。

## 概要
東京都中央区銀座7丁目の「東芝銀座セブンビル」8階に在ったプラスワンホールから毎週2～3組のゲストを迎えての公開生放送。主にゲストとのトークと歌、リスナーと電話をつないでのゲームコーナー、リスナーからのはがき紹介などを挟みながら放送した。
パーソナリティは横山プリン、マギー・ミネンコ。1975年4月からは山田パンダと美詩える。その後は鈴木ヒロミツが務め、堀智子などのアイドル歌手や局アナがアシスタントを務める。
プリン&マギー時代はリスナーと電話をつないでゲームで対戦するコーナーがあり、プリンとリスナーが「おいど!」「まいど!」などの合言葉で掛け合うなどのことが恒例となっていた。その後の山田パンダ&美詩える時代には、会場の観覧者の中から選ばれた一人が家に電話をかけ、家にいる家族らに無茶な頼み事などをして、怒鳴られるのを狙うという『怒鳴られテレホン』コーナーがあり、ここでうまく怒鳴られたと判定されたら番組から賞品が贈られていた。
1975年当時は、はがきで応募した中から毎週一名におっぱいの形をしたラジオをプレゼントしていた。
当番組以外にNRN系の民放ラジオ局とRKB毎日放送で、東芝提供の「シャナナ○○」タイトルの番組を放送した（後述）。

## パーソナリティ
- 横山プリン（1974年4月6日〜1975年3月）
- マギー・ミネンコ（1974年4月6日〜1975年3月）
- 山田パンダ（1975年4月〜1976年10月2日？）
- 美詩える（1975年4月〜1976年10月2日）
- 田畑達志（ニッポン放送アナウンサー(当時)。通称はドジタツ）
- 鈴木ヒロミツ（～1976年10月2日）
- 堀智子（アイドル歌手）

## 全国各地の「シャナナ」シリーズ
本番組以外に全国各地で放送した「シャナナ○○」タイトルの番組は以下の通り。いずれも本番組と同じ東芝の提供。
- 北海道放送 - 「シャナナさっぽろ ジャンボとケロコと音楽と」（土曜日 23:10〜24:00　パーソナリティ：ジャンボ秀克、ケロコ伊藤）
- 青森放送 - 「シャナナあおもり」（月曜日 21:00〜21:40　パーソナリティ：浅木信也　1976年4月～1977年3月）[5]
- 東北放送 - 「シャナナ仙台 何がなんだか若ラジオ」（日曜日 16:00〜17:00）[注釈 1]
  - 仙台市役所前・Aurex仙台から放送[7]。パーソナリティは鈴木亘、遠藤道子、阿部真喜子（1975年3月まで）→ 田中克典、笠原美恵、高橋和子（1975年4月から。1976年3月まで）
- 山梨放送 - 「シャナナ山梨」（土曜日 23:10〜24:00　パーソナリティ：大柴堅志）
- 信越放送 - 「シャナナながの」（土曜日 22:10〜22:50　パーソナリティ：山越勝久　1976年3月まで）
- 北日本放送 - 「シャナナ富山」（土曜日 23:30〜24:00）
- 北陸放送 - 「シャナナ百万石」（土曜日 22:00〜22:50　1976年3月まで）
- 福井放送 - 「シャナナふくい」（土曜日 22:00〜22:30　1976年3月まで）[注釈 2]
- 静岡放送 - 「シャナナしずおか」（土曜日 22:00〜22:50）
  - 1975年当時のパーソナリティは国本良博[9]。
- 東海ラジオ放送 - 「シャナナなごや」（土曜日 22:00〜22:30）
  - 名古屋市中区栄の中日ビルから公開生放送[10]。
- 山陽放送 - 「シャナナおかやま」（土曜日 23:10〜23:40　1975年9月まで）
- 中国放送 - 「シャナナヒロシマ 何がなんだか若ラジオ」
  - 日曜日 14:00〜15:00（1975年3月まで）→ 土曜日 17:00〜18:00（1975年4月〜9月）→ 日曜日 14:00〜15:00（1975年10月〜1976年3月）
- 四国放送 - 「シャナナとくしま」（土曜日 23:00〜23:30　1975年9月まで）
- 西日本放送 - 「ヤング東芝・シャナナ高松」（土曜日 23:30〜24:00）[注釈 3]
- 南海放送 - 「シャナナまつやま」（土曜日 23:20〜23:50　1975年9月まで）
- 高知放送 - 「YOUNGシャナナこうち」（土曜日 22:30〜23:00　1975年9月まで）
- RKB毎日放送 - 「シャナナふくおか」（日曜日 22:40〜23:10　1976年3月まで）
  - 1975年までは、海援隊のパーソナリティで「走れ海援隊」のサブタイトルで放送。
- ラジオ沖縄 - 「シャナナおきなわ」（土曜日 23:00〜24:00（1975年3月まで）→ 日曜日 13:00〜14:00（1975年4月〜1975年9月））[注釈 4]